# Naga (Camarines Sur)
Naga es una ciudad componente independiente en la provincia de Camarines Sur en Filipinas. Según el censo del 2010 tiene 174.931 habitantes, a los que se denomina nagueños. Hasta 1919 la localidad se llamaba Nueva Cáceres.

## Descubrimiento
Los españoles descubrieron el lugar de mano de Juan de Salcedo en 1573.

## Barangayes
Naga se divide administrativamente en 27 barangayes.
| - Abella (CBD I) - Bagumbayan Norte - Bagumbayan Sur - Balatas (CBD III) - Calauag - Cararayan - Carolina - Concepción Grande (CBD III) - Concepción Pequeña (CBD III) - Dayangdang - Del Rosario - Dinaga (CBD I) - Igualdad Interior (CBD I) - Lerma (CBD II) | - Liboton - Mabolo - Pacol - Panicuason - Peñafrancia - Sabang (CBD I) - San Felipe - San Francisco (CBD II) - San Isidro - Santa Cruz (CBD I) - Tabuco (CBD I) - Tinago - Triángulo (CBD II) |

## Aeropuerto
El aeropuerto de Naga se encuentra en la localidad vecina de Pili.

## Personas ilustres
- Alejo Arce, escritor y profesor (Premio Zóbel).
- Enrique Centenera, escritor y periodista (Premio Zóbel).
- Leni Robredo, vicepresidenta de Filipinas.